# Belgische vereniging der leden van de soevereine militaire hospitaalorde van Sint Jan van Jeruzalem van Rhodos en van Malta
De Orde van Malta is ook in België actief. Dat gebeurt in de rechtsvorm van de Belgische vereniging der leden van de soevereine militaire hospitaalorde van Sint-Jan van Jeruzalem van Rhodos en van Malta. Eerder waren de katholieke Belgische edellieden, zo zij verkozen Ridder in de Orde van Malta te zijn, meestal lid van het Grootprioraat van Oostenrijk-Bohemen.
De Religieuze Orde van het Hospitaal van Sint-Jan van Jeruzalem is een tijdens de kruistochten opgerichte charitatieve ridderlijke orde met een sterk religieus karakter. De orde bezat en bestuurde tot aan de napoleontische oorlogen eigen grondgebied in de Middellandse Zee (Malta) en in Duitsland. Ook in de 21e eeuw noemt de orde zich nog steeds soeverein. De orde is een soeverein orgaan volgens internationaal recht.
In de Zuidelijke Nederlanden bezat de orde zeven commanderijen die afhingen van het Grootprioraat van Frankrijk.
- In Henegouwen: de commanderij van Piéton,
- in Brabant: de commanderijen van Chantraine, Tienen en Vaillanpont,
- in de Meierij van 's-Hertogenbosch: de commanderij van La Braque,
- in Vlaanderen: de commanderij van Slijpe
- in het Land van Luik: de commanderij van Villers-le-Temple.

De Zuidelijke Nederlanden waren geen grootprioraat en de Nederlanden waren geen "langue" binnen de internationale orde. Voor Zuid-Nederlandse katholieke edelen was er de mogelijkheid om door aansluiting bij het Grootprioraat van Oostenrijk-Bohemen lid van de Orde van Malta te worden.
Tijdens de Franse Revolutie werden de ridderlijke orden door de staat onderdrukt. Hun bezittingen werden onteigend, geannexeerd of gemediatiseerd. Tijdens het Verenigd Koninkrijk der Nederlanden en de eerste eeuw van het koninkrijk België was er voor de Zuid-Nederlandse katholieke edelen geen eigen organisatie binnen de Orde van Malta. Dat veranderde in 1930 toen de ridders een eigen vereniging vormden. De statuten werden gepubliceerd in de bijlagen van het Belgisch Staatsblad op 11 januari 1930 en zij werden op 26 januari 1930 goedgekeurd door Grootmeester Fra.Galeazzo von Thun und Hohenstein.
Een van de voornaamste en oudste goede werken van de vereniging is het ondersteunen van het Belgisch Neurologisch Instituut. De Ridders van Malta bekleedden het voorzitterschap en verschillende belangrijke beheersmandaten. Ook in de medische leiding van het instituut speelden zij een rol. In 1970 werd ook een nabehandelingscentum, het 'Centre de Réadaptation Fonctionnelle Neuro-Psychiatrique' (neuropsychiatrisch revalidatiecentrum) opgericht.
De tweede helft van de 20e eeuw bracht bij de afdelingen van de Orde van Malta in Nederland en België een verdieping van de religieuze en charitatieve activiteiten. Ook de bedevaarten werden belangrijker.
Op initiatief van hospitaalridder Charles-Emile Graaf d'Oultremont de Wégimont et de Warfusée legde de orde zich toe op ziekenbezoek, de organisatie van recreatienamiddagen voor mindervalide personen, culturele wandelingen, vervoer van zieken, vakantiekampen voor mindervalide jongeren in binnen- en buitenland, jaarlijkse bedevaart naar Lourdes, Banneux, Scherpenheuvel en Oostakker, activiteiten voor jonge gehandicapten zoals nationale en samen met ridders uit andere landen georganiseerde internationale zomerkampen. De orde verzorgt en ondersteunt ook weekends in familie, activiteiten op zondagen, de opvang van daklozen in opvangtehuizen en zorgverlening in het project “De Fontein“.